# 阿扑长春胺
阿扑长春胺是一种有机化合物，化学式为C21H24N2O2，属于长春花生物碱，存在于小蔓长春花（学名：Vinca minor）等蔓长春花属（Vinca）植物中。